# Tuchomie (gemeente)
De gemeente Tuchomie is een landgemeente in het Poolse woiwodschap Pommeren, in powiat Bytowski.
De gemeente bestaat uit 12 administratieve plaatsen solectwo: Ciemno, Kramarzyny, Masłowice Trzebiatkowskie, Masłowice Tuchomskie, Masłowiczki, Modrzejewo, Nowe Huty, Piaszno, Tągowie, Trzebiatkowa, Tuchomie, Tuchomko
De zetel van de gemeente is in Tuchomie.
Op 30 juni 2004 telde de gemeente 3896 inwoners.

## Oppervlakte gegevens
In 2002 bedroeg de totale oppervlakte van gemeente Tuchomie 106,47 km², waarvan:
- agrarisch gebied: 64%
- bossen: 24%

De gemeente beslaat 4,86% van de totale oppervlakte van de powiat.

## Demografie
Stand op 30 juni 2004:
| Omschrijving                   | Totaal | Totaal | Vrouwen | Vrouwen | Mannen | Mannen |
| ------------------------------ | ------ | ------ | ------- | ------- | ------ | ------ |
| eenheid                        | aantal | %      | aantal  | %       | aantal | %      |
| inwoners                       | 3896   | 100    | 1895    | 48,6    | 2001   | 51,4   |
| bevolkingsdichtheid (inw./km²) | 36,6   | 36,6   | 17,8    | 17,8    | 18,8   | 18,8   |

In 2002 bedroeg het gemiddelde inkomen per inwoner 1529,94 zł.

## Aangrenzende gemeenten
Borzytuchom, Bytów, Kołczygłowy, Lipnica, Miastko